# Perry het vogelbekdier
Perry het vogelbekdier (Engels: Perry the platypus), ook bekend onder zijn codenaam Agent P, is een personage uit de Disneyserie Phineas en Ferb (die uitgezonden wordt op Disney XD en op Disney Channel). Zijn stem wordt gedaan door Dee Bradley Baker. Perry is het huisdier van Phineas en Ferb, maar dat is slechts een dekmantel van zijn beroep als geheim agent.

## Creatie
Perry is bedacht door Dan Povenmire en Jeff "Swampy" Marsh. Hun keuze viel op een vogelbekdier vanwege het unieke uiterlijk van dit dier en omdat vogelbekdieren tot dusver een zeldzaam verschijnsel waren in Amerikaanse animatieseries, waardoor Perry niet zou hoeven concurreren met een ander fictief vogelbekdier. Een andere reden was omdat ze graag een dier wilden dat niet in een normale dierenwinkel te koop zou zijn zodat eventuele jonge fans van de serie niet hun ouders zouden kunnen gaan vragen of ze er een mogen hebben.

## Uiterlijk
Perry is een turquoisekleurig vogelbekdier met mandarijnkleurige snavel en pootjes en een beverstaart. Zijn enige geluidje is 'prrrr', waarbij hij een golvende beweging met zijn mond maakt. In het bijzijn van Phineas en Ferb gedraagt hij zich als een normaal vogelbekdier. Tijdens zijn missies als geheim agent loopt hij echter op enkel zijn achterpoten en kan hij zijn voorpoten als armen gebruiken. Tevens draagt hij tijdens missies altijd een fedora.

## Rol in de serie
Perry is geheim agent bij de O.Z.E.C.A. (Organisatie Zonder Een Coole Afkorting); een overheidsinstantie die getrainde dieren inzet als geheim agenten om gestoorde geleerden en andere schurken tegen te houden. Hij staat hier bekend als agent P. Perry is een van de topagenten van deze organisatie. Hij valt onder de divisie geleid door majoor Monogram en is als vaste tegenstander toegewezen aan Dr. Heinz Doofenshmirtz. Als geheim agent is Perry getraind in onder andere vechtsporten en vindingrijk omgaan met voorwerpen uit zijn omgeving.
Perry is vijf jaar geleden door de O.Z.E.C.A. via een dierenwinkel aan Phineas en Ferb verkocht zodat hij een gastgezin had om tussen missies door bij te verblijven. Dit is zijn dekmantel. Onder hun huis bevindt zich een schuilplaats waar Perry vanuit meerdere geheime tunnels in en rond het huis toegang toe heeft. In deze schuilplaats krijgt hij altijd zijn opdrachten van majoor Monogram via een videoscherm.
Perry en Doofenshmirtz zijn al jaren vijanden, maar kunnen het geregeld ook goed met elkaar vinden. Zo arresteert Perry Doofenshmirtz nooit maar laat hem na het vernielen van zijn laatste slechte uitvinding altijd achter, en meerdere malen heeft hij Doofenshmirtz zelfs geholpen met persoonlijke problemen.
Perry dient zijn dubbelleven als geheim agent strikt verborgen te houden voor Phineas en Ferb, anders zal hij hen voorgoed moeten verlaten. In de film blijkt dat Perry, ondanks dat hij altijd weg is op de momenten dat Phineas en Ferb iets bouwen, wel degelijk op de hoogte is van hun projecten. Perry is meestal ook indirect verantwoordelijk voor het opruimen van de projecten van Phineas en Ferb door zijn gevechten met Dr. Doofenshmirtz.

## Citaten rondom Perry
Perry kan zelf niet praten, maar andere personages refereren wel met vaste uitspraken aan hem. Als iemand Perry’s afwezigheid thuis opmerkt volgt altijd de zin 'Hé? Waar is Perry?'. Later duikt Perry weer uit het niets op, gevolgd door: 'Oh, daar ben je Perry!' Als Perry vertrekt uit zijn schuilplaats, volgt er een deuntje, en daarna een (zangerige) kreet van zijn eigen naam.

## In andere media

### Computerspelen
Sinds 2013 is er een verzamelfiguur van het personage Perry het vogelbekdier voor het computerspel Disney Infinity. Zodra deze figuur op een speciale plaats wordt gezet, verschijnt het personage online in het spel. De Nederlandse stem wordt voor het spel ingesproken door Dee Bradley Baker.